# Formule economice (logistică)

## Logistică

### Cantitatea optimă de comandat
Q: Cantitatea comandată per comandă
Q*: Cantitatea comandată = {\displaystyle {\sqrt {\frac {(2\cdot B\cdot x)}{(e\cdot i)}}}}
x: Cererea totală pentru perioada luată în calcul (un an)
B: Costuri de comandă fixe, (Costuri de transport), Costuri pe comandă
e: Prețul inițial, Prețul de cumpărare, Costuri de cumpărare
i: Procentul costurilor de depozitare
{\displaystyle e\cdot i}: Costuri de depozitare pe bucată, procentul costurilor de depozitare
N: Numărul comenzilor, Frecvența comenzilor = {\displaystyle {\frac {x}{Q}}} (Nevoia totală/Cantitatea comandată)
N*: Frecvența optimă a comenzilor = {\displaystyle {\frac {x}{Q*}}}
Ctot: Costuri totale
CCu: Costuri de cumpărare = {\displaystyle x\cdot e} (Nevoia totală * prețul inițial)
CCo: Costuri de comandă = {\displaystyle N\cdot B} (Frecvența comenzilor * costuri fixe de comandă) = {\displaystyle {\frac {x\cdot B}{Q}}} (deoarece {\displaystyle N={\frac {x}{Q}}})
CD: Costuri de depozitare = {\displaystyle {\frac {Q}{2}}\cdot e\cdot i}
Atunci costurile totale sunt (Ctot):

Ctot = CCu + CCo + CD = {\displaystyle [x\cdot e]+\mathbf {[N\cdot B]} +[\mathbf {{\frac {Q}{2}}\cdot e\cdot i} ]}
cu aldine sunt costurile relevante (care au influență)
Optimizarea cantității comandate Q:

Condiția de optimizare: {\displaystyle f'\!(x)=0}, 
{\displaystyle K'\!(Q)=0}
{\displaystyle \Leftrightarrow Q^{2}={\frac {(2\cdot B\cdot x)}{(e\cdot i)}}}
{\displaystyle \Leftrightarrow Q^{\star }={\sqrt {\frac {(2\cdot B\cdot x)}{(e\cdot i)}}}}